# Galepsus scorteccii
Galepsus scorteccii är en bönsyrseart som beskrevs av Scott LaGreca 1956. Galepsus scorteccii ingår i släktet Galepsus och familjen Tarachodidae. Inga underarter finns listade i Catalogue of Life.